# Казаков, Михаил Кириллович
Михаил Кириллович Казаков (1887, Уфа, Российская империя — 1918, Барнаул, РСФСР) — участник вооружённой борьбы за установление советской власти на Алтае.

## Биография
Родился в Уфе, в семье мещанина. Окончил 4 класса городского училища, затем землемерские курсы. Работал частным землемером, с марта 1908 г. — топографом Томского поземельно-устроительного отряда, с мая 1909 г. — в землеустройстве Алтайского округа.
В феврале 1916 г. призван в армию, служил в Томске писарем в штабе 5-й Сибирской стрелковой бригады. После февраля 1917 г. вернулся в Барнаул, возглавил солдатский отдел в городском Совете (сентябрь 1917 г.), в октябре назначен заместителем председателя городского Совета. В декабре 1917 г. вошёл в состав ВРК, взявшего власть в городе и губернии.
С января 1918 г. — председатель революционного суда, с февраля — заместитель председателя губисполкома. С начала выступления чехословаков — заместитель председателя губернского ВРК. Осуществлял связь с Черепановским фронтом, встречал и провожал красногвардейские отряды. Возглавил эвакуацию сил красных из Барнаула, сам выехал с последним эшелоном на станцию Алейская. Отсюда 19 июня 1918 г. красный отряд под руководством П. Ф. Сухова выдвинулся на Омск.
По одной из версий, красное руководство Алтайской губернии, в том числе и Казаков, тайно оставило отряд, чтобы связаться с командованием Красной армии, чтобы доложить о бедственном положении алтайских красноармейцев. Но в с. Луковка (ныне Панкрушихинский район) Казаков вместе с И. В. Присягиным, М. К. Цаплиным, и С. П. Кареевым и М. А. Фоминым были опознаны местным жителем — эсером, арестованы и доставлены в барнаульскую тюрьму.
26 сентября 1918 г. группой офицеров были выведены из тюрьмы и расстреляны.

## Память
Именем Казакова названа улица в Барнауле.